# Castanotherium criniceps
Castanotherium criniceps är en mångfotingart som först beskrevs av Carl Graf Attems 1897.  Castanotherium criniceps ingår i släktet Castanotherium och familjen Zephroniidae. Inga underarter finns listade i Catalogue of Life.